# 増田雄一 (実業家)
増田 雄一（ますだ ゆういち、1955年3月16日 - ）は、日本の実業家、馬主。

## 経歴
1981年、ハーネス加工業を手がける城北工業を名古屋市西区に創業したのち、1990年、愛知県小牧市に株式会社ジェディックをハーネス部門を独立させる形で創業した。以降、代表取締役社長を務める。

## 馬主活動

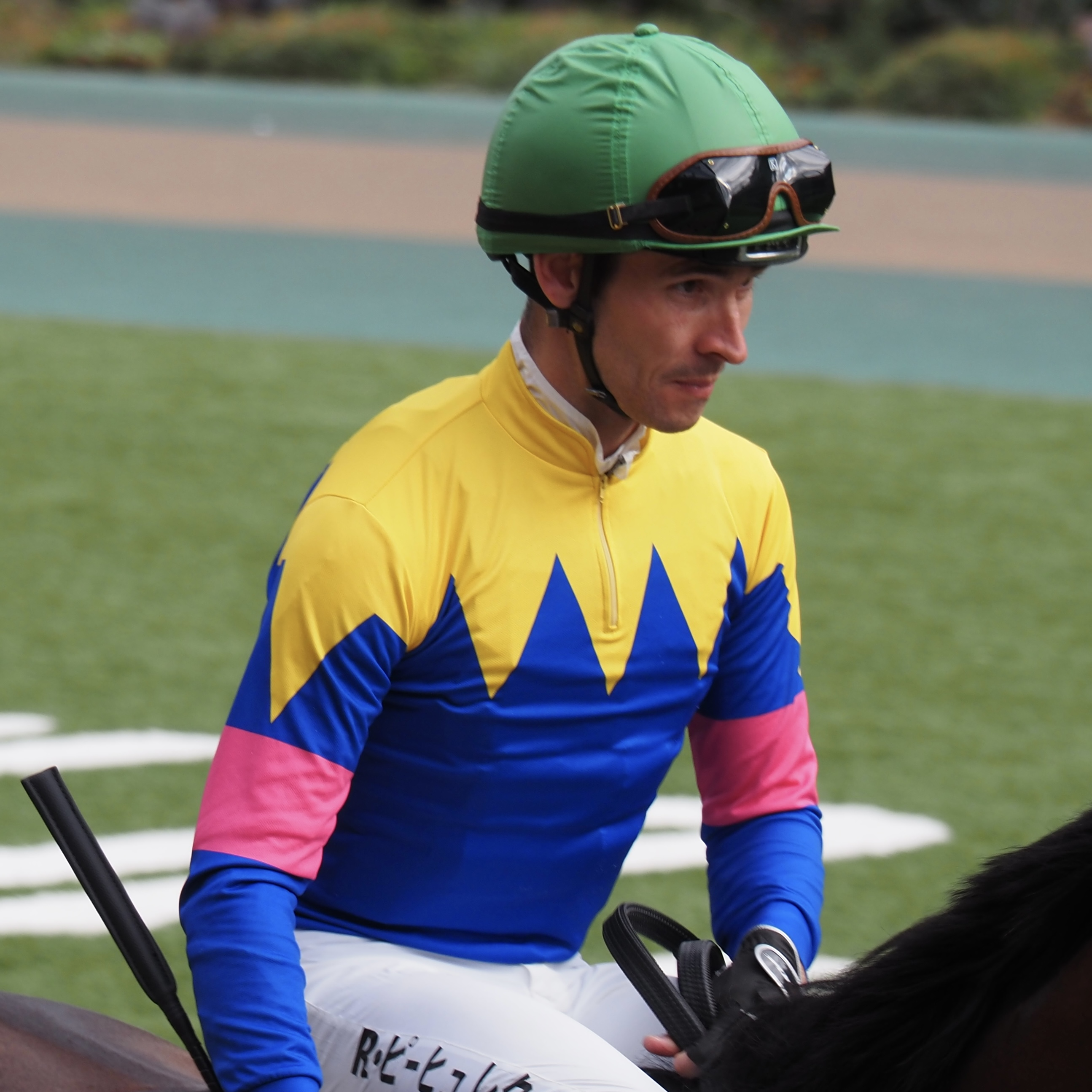
増田の勝負服を着用したレネ・ピーヒュレク

日本中央競馬会（JRA）に登録する馬主としても知られる。勝負服の柄はかつては黒、白星散、黒袖白縦縞であったが、白黒のためレース中に見分けが付かなくなってしまうこともあり、現在の青、袖桃一本輪、黄鋸歯形に変更した。冠名には「言葉の響き」に由来し「サウンド」を用いるが、冠名のない所有馬もいる。
馬主となったきっかけは、学校の先輩で、ラインクラフトなどを所有する冠名「ライン」の馬主、大澤繁昌と同じ会社に入ったことだといい、先に取得した大澤に影響を受けて自身も取得したという。

### 来歴
- 1993年 - 3月14日の3歳新馬戦をアーティスティックが制し、初勝利。
- 2010年 - フィリーズレビューをサウンドバリアーが制し、重賞初制覇。
- 2015年 - 全日本2歳優駿をサウンドスカイが制し、GI級競走初制覇。

## 主な所有馬

### GI級競走優勝馬
- サウンドスカイ（2015年全日本2歳優駿、兵庫ジュニアグランプリ）

### 重賞競走優勝馬
- サウンドバリアー（2010年フィリーズレビュー）
- サウンドリアーナ（2012年ファンタジーステークス）
- サウンドガガ（2014年スパーキングレディーカップ）
- サウンドキアラ（2020年京都金杯、京都牝馬ステークス、阪神牝馬ステークス、ヴィクトリアマイル2着）
- サウンドビバーチェ（2023年阪神牝馬ステークス）[3]

### その他の所有馬
- サウンドワールド（重賞3着2回）
- サウンドボルケーノ（種牡馬）

なお、ダートGIで活躍したサウンドトゥルーや2013年の阪神牝馬ステークスを制したサウンドオブハート、2007年のTCK女王盃を制したサウンドザビーチ、1995年の愛知杯を制したサウンドバリヤーは増田の所有馬ではなく、それぞれの馬主とも無関係である。